# Collegio di Gillingham and Rainham
Gillingham and Rainham è un collegio elettorale inglese situato nel Kent rappresentato alla camera dei Comuni del parlamento del Regno Unito. Elegge un membro del parlamento con il sistema maggioritario a turno unico; l'attuale parlamentare è Naushabah Khan del Partito Laburista, che rappresenta il collegio dal 2024.

## Estensione
Il collegio comprende i seguenti ward elettorali: Gillingham North, Gillingham South, Hempstead and Wigmore, Rainham Central, Rainham North, Rainham South, Twydall and Watling; tutti sono compresi in Medway, un'autorità unitaria. 

## Profilo
Il collegio è incentrato sulla città maggiore, storicamente una piccola porta di accesso alla città di Londra; si trova all'interno dell'area metropolitana di Londra e nelle vicinanze di Rochester, che ha una Cattedrale ed un Castello. Il commercio al dettaglio, l'industria, i centri finanziari, commerciali e i professionisti consentono agli abitanti alti livelli di impiego, con redditi moderati e medi, anche se l'area non è del tutto esente da disoccupazione. I disoccupati registrati erano meno della media nazionale, con il 3,5% contro il 3,8%, secondo una statistica compilata da The Guardian.

## Membri del parlamento
| Elezione | Elezione | Deputato       | Partito      |
| -------- | -------- | -------------- | ------------ |
|          | 2010     | Rehman Chishti | Conservatore |
|          | 2024     | Naushabah Khan | Laburista    |

## Elezioni

### Elezioni negli anni 2020
| Partito                    | Partito                                           | Candidato                  | Risultati 4 luglio 2024 | Risultati 4 luglio 2024 |
| Partito                    | Partito                                           | Candidato                  | Voti                    | %                       |
| -------------------------- | ------------------------------------------------- | -------------------------- | ----------------------- | ----------------------- |
|                            | Laburista                                         | Naushabah Khan             | 15 562                  | 37,83                   |
|                            | Conservatore                                      | Rehman Chishti             | 11 590                  | 28,17                   |
|                            | Reform UK                                         | Rizvi Rawoof               | 8 792                   | 21,37                   |
|                            | Verde                                             | Kate Belmonte              | 2 318                   | 5,63                    |
|                            | Lib Dem                                           | Stuart Bourne              | 2 248                   | 5,46                    |
|                            | Indipendente                                      | Peter Cook                 | 344                     | 0,84                    |
|                            | Popoli Cristiani                                  | Roger Peacock              | 175                     | 0,43                    |
|                            | Social Democratico                                | Peter Wheeler              | 111                     | 0,27                    |
|                            |                                                   |                            |                         |                         |
| Iscritti                   | Iscritti                                          | Iscritti                   | 73 523                  | 100,00                  |
| ↳ Votanti (% su iscritti)  | ↳ Votanti (% su iscritti)                         | ↳ Votanti (% su iscritti)  | 41 140                  | 55,96                   |
| ↳ Astenuti (% su iscritti) | ↳ Astenuti (% su iscritti)                        | ↳ Astenuti (% su iscritti) | 32 383                  | 44,04                   |
|                            |                                                   |                            |                         |                         |
|                            | Esito: collegio passa da Conservatore a Laburista |                            |                         |                         |

### Elezioni negli anni 2010
| Partito                    | Partito                                   | Candidato                  | Risultati 12 dicembre 2019 | Risultati 12 dicembre 2019 |
| Partito                    | Partito                                   | Candidato                  | Voti                       | %                          |
| -------------------------- | ----------------------------------------- | -------------------------- | -------------------------- | -------------------------- |
|                            | Conservatore                              | Rehman Chishti             | 28 173                     | 61,73                      |
|                            | Laburista                                 | Andy Stamp                 | 13 054                     | 28,60                      |
|                            | Lib Dem                                   | Alan Bullion               | 2 503                      | 5,48                       |
|                            | Verdi                                     | George Salomon             | 1 043                      | 2,29                       |
|                            | UKIP                                      | Rob McCulloch Martin       | 520                        | 1,14                       |
|                            | Indipendente                              | Peter Cook                 | 229                        | 0,50                       |
|                            | Popoli Cristiani                          | Roger Peacock              | 119                        | 0,26                       |
|                            |                                           |                            |                            |                            |
| Iscritti                   | Iscritti                                  | Iscritti                   | 73 549                     | 100,00                     |
| ↳ Votanti (% su iscritti)  | ↳ Votanti (% su iscritti)                 | ↳ Votanti (% su iscritti)  | 45 958                     | 62,49                      |
| ↳ Astenuti (% su iscritti) | ↳ Astenuti (% su iscritti)                | ↳ Astenuti (% su iscritti) | 27 591                     | 37,51                      |
|                            |                                           |                            |                            |                            |
|                            | Esito: collegio confermato a Conservatore |                            |                            |                            |

| Partito                    | Partito                                   | Candidato                  | Risultati 8 giugno 2017 | Risultati 8 giugno 2017 |
| Partito                    | Partito                                   | Candidato                  | Voti                    | %                       |
| -------------------------- | ----------------------------------------- | -------------------------- | ----------------------- | ----------------------- |
|                            | Conservatore                              | Rehman Chishti             | 27 091                  | 55,44                   |
|                            | Laburista                                 | Andy Stamp                 | 17 661                  | 36,14                   |
|                            | UKIP                                      | Martin Cook                | 2 097                   | 4,29                    |
|                            | Lib Dem                                   | Paul Chaplin               | 1 372                   | 2,81                    |
|                            | Verdi                                     | Clive Gregory              | 520                     | 1,06                    |
|                            | Popoli Cristiani                          | Roger Peacock              | 127                     | 0,26                    |
|                            |                                           |                            |                         |                         |
| Iscritti                   | Iscritti                                  | Iscritti                   | 73 046                  | 100,00                  |
| ↳ Votanti (% su iscritti)  | ↳ Votanti (% su iscritti)                 | ↳ Votanti (% su iscritti)  | 48 868                  | 66,90                   |
| ↳ Astenuti (% su iscritti) | ↳ Astenuti (% su iscritti)                | ↳ Astenuti (% su iscritti) | 24 178                  | 33,10                   |
|                            |                                           |                            |                         |                         |
|                            | Esito: collegio confermato a Conservatore |                            |                         |                         |

| Partito                    | Partito                                   | Candidato                  | Risultati 7 maggio 2015 | Risultati 7 maggio 2015 |
| Partito                    | Partito                                   | Candidato                  | Voti                    | %                       |
| -------------------------- | ----------------------------------------- | -------------------------- | ----------------------- | ----------------------- |
|                            | Conservatore                              | Rehman Chishti             | 22 590                  | 47,98                   |
|                            | Laburista                                 | Paul Clark                 | 12 060                  | 25,62                   |
|                            | UKIP                                      | Mark Hanson                | 9 199                   | 19,54                   |
|                            | Lib Dem                                   | Paul Chaplin               | 1 707                   | 3,63                    |
|                            | Verdi                                     | Neil Williams              | 1 133                   | 2,41                    |
|                            | TUSC                                      | Jacqui Berry               | 273                     | 0,58                    |
|                            | Indipendente                              | Roger Peacock              | 72                      | 0,15                    |
|                            | Indipendente                              | Mike Walters               | 44                      | 0,09                    |
|                            |                                           |                            |                         |                         |
| Iscritti                   | Iscritti                                  | Iscritti                   | 72 651                  | 100,00                  |
| ↳ Votanti (% su iscritti)  | ↳ Votanti (% su iscritti)                 | ↳ Votanti (% su iscritti)  | 47 078                  | 64,80                   |
| ↳ Astenuti (% su iscritti) | ↳ Astenuti (% su iscritti)                | ↳ Astenuti (% su iscritti) | 25 573                  | 35,20                   |
|                            |                                           |                            |                         |                         |
|                            | Esito: collegio confermato a Conservatore |                            |                         |                         |

| Partito                    | Partito                                         | Candidato                  | Risultati 6 maggio 2010 | Risultati 6 maggio 2010 |
| Partito                    | Partito                                         | Candidato                  | Voti                    | %                       |
| -------------------------- | ----------------------------------------------- | -------------------------- | ----------------------- | ----------------------- |
|                            | Conservatore                                    | Rehman Chishti             | 21 624                  | 46,22                   |
|                            | Laburista                                       | Paul Clark                 | 12 944                  | 27,67                   |
|                            | Lib Dem                                         | Andrew Stamp               | 8 484                   | 18,13                   |
|                            | UKIP                                            | Robert Oakley              | 1 515                   | 3,24                    |
|                            | BNP                                             | Brian Ravenscroft          | 1 148                   | 2,45                    |
|                            | Democratici                                     | Dean Lacey                 | 464                     | 0,99                    |
|                            | Verdi                                           | Trish Marchant             | 356                     | 0,76                    |
|                            | Indipendente                                    | Gordon Bryan               | 141                     | 0,30                    |
|                            | Medway Independent Party                        | George Meegan              | 109                     | 0,23                    |
|                            |                                                 |                            |                         |                         |
| Iscritti                   | Iscritti                                        | Iscritti                   | 70 887                  | 100,00                  |
| ↳ Votanti (% su iscritti)  | ↳ Votanti (% su iscritti)                       | ↳ Votanti (% su iscritti)  | 46 786                  | 66,00                   |
| ↳ Astenuti (% su iscritti) | ↳ Astenuti (% su iscritti)                      | ↳ Astenuti (% su iscritti) | 24 101                  | 34,00                   |
|                            |                                                 |                            |                         |                         |
|                            | Esito: collegio a Conservatore (nuovo collegio) |                            |                         |                         |

## Risultati dei referendum

### Referendum sulla permanenza del Regno Unito nell'Unione europea del 2016
|             | Collegio               | Lasciare UE % | Rimanere in UE % |
| ----------- | ---------------------- | ------------- | ---------------- |
|             | Gillingham and Rainham | 63,5%         | 36,5%            |
| Inghilterra | 53,3%                  | 46,7%         |                  |
| Regno Unito | 51,9%                  | 48,1%         |                  |